# Touch (Fernsehserie)
Touch (deutsch: Berührung) ist eine US-amerikanische Mystery-Fernsehserie, die vom Heroes–Schöpfer Tim Kring entwickelt und von 20th Century Fox Television, einem Tochterunternehmen von 20th Century Fox, für den US-Sender Fox produziert wurde. Sie handelt von Martin Bohm, dessen autistischer Sohn Jake offenbar die Zukunft vorhersagen kann. Die Pilotfolge wurde am 25. Januar 2012 als Preview auf Fox ausgestrahlt. Die regelmäßige Ausstrahlung begann am 22. März 2012. Die deutschsprachige Erstausstrahlung der Pilotfolge erfolgte am 27. Februar 2012 beim deutschen frei empfangbaren Fernsehsender ProSieben, sowie beim österreichischen Sender ORF eins.

## Handlung
Der Zeitungsreporter Martin Bohm war einst erfolgreich, bis seine Frau bei den Terroranschlägen am 11. September 2001 in einem der Türme des World Trade Centers ums Leben kam. Seitdem besteht seine Aufgabe darin, sich um seinen autistischen Sohn Jake zu kümmern. Martin scheitert nicht nur daran, mit seinem Sohn zu kommunizieren, sondern ist auch mit dessen Verhaltensauffälligkeiten überfordert. Schon bald wird die Jugendschutzbehörde eingeschaltet. Clea Hopkins ist der Meinung, dass es am besten wäre, wenn Jake in ein Heim käme. Martin sieht dies anders, denn ihm ist aufgefallen, dass sein Sohn dreimal hintereinander zur gleichen Zeit von der Schule weggelaufen ist, um auf einen Sendeturm zu klettern. Ihm wird klar, dass Jake die Zukunft vorhersagen kann. Unterstützung erhält er durch Arthur Teller, einen Fachmann für Kinder mit ungewöhnlichen Begabungen.

## Figuren
Martin BohmMartin ist ein ehemaliger Journalist und nun Gepäckträger. Bei den Terroranschlägen am 11. September 2001 hat er seine Frau verloren und muss sich nun alleine um seinen autistischen Sohn Jake kümmern.
Jacob „Jake“ BohmJake ist Martins elfjähriger autistischer Sohn. Er spricht nicht, ist von Zahlen besessen und kann zukünftige Ereignisse vorhersagen.
Professor Arthur TellerArthur ist ein Experte für Kinder, die eine besondere Gabe für Zahlen haben. Er unterstützt Martin.
Clea HopkinsClea ist eine Sozialarbeiterin, die sich von der Lebenssituation der Bohms überzeugen muss.
Amelia RobbinsAmelia ist ein Mädchen, das wie Jake die Zukunft voraussagen kann. Weil verschiedene Leute ihre Fähigkeiten für ihre Pläne nutzen wollen, hat man ihren Tod vorgetäuscht.
Lucy RobbinsLucy ist die Mutter von Amelia. Sie hat nie daran geglaubt, dass ihre Tochter tot ist, und nie aufgehört, sie zu suchen. Martin Bohm und Jake helfen ihr dabei.

## Produktion
Der Sender Fox kündigte bereits im Sommer 2011 eine neue Serie von dem Heroes-Schöpfer Tim Kring mit Kiefer Sutherland in einer der Hauptrollen an. Neben Sutherland wurden der Nachwuchsschauspieler David Mazouz als Jake – der autistische Sohn der Rolle Sutherlands –  sowie Gugu Mbatha-Raw als Sozialarbeiterin Clea Hopkins besetzt. Bereits im Oktober 2011 gab der Sender Fox grünes Licht für die Serie und orderte vorerst dreizehn Episoden.
Schon wenige Tage später wurde der erste offizielle Trailer zur Serie veröffentlicht. Des Weiteren wurde Roxana Brusso für eine wiederkehrende Rolle gecastet.
Im Zuge weiterer Programmentscheidungen gab Fox im Mai 2012 die Verlängerung der Serie um eine zweite Staffel bekannt, wobei die bestellte Anzahl an Episoden nicht genannt wurde. Für die zweite Staffel wurde Maria Bello in die Hauptbesetzung mit aufgenommen. Am 2. August 2012 wurde bekannt, dass Lukas Haas eine Hauptrolle in der zweiten Staffel erhalten hat. Des Weiteren gehört Gugu Mbatha-Raw nicht länger zur Stammbesetzung. Mitte August stieß Saïd Taghmaoui als neuer Hauptdarsteller zur Serie. Im Mai 2013 wurde bekannt, dass Fox die Serie nach der zweiten Staffel beendet.

## Besetzung und Synchronisation
Die deutsche Synchronisation entsteht nach einem Dialogbuch von Martin Keßler und unter der Dialogregie von Ralph Beckmann durch die Synchronfirma Arena Synchron in Berlin.

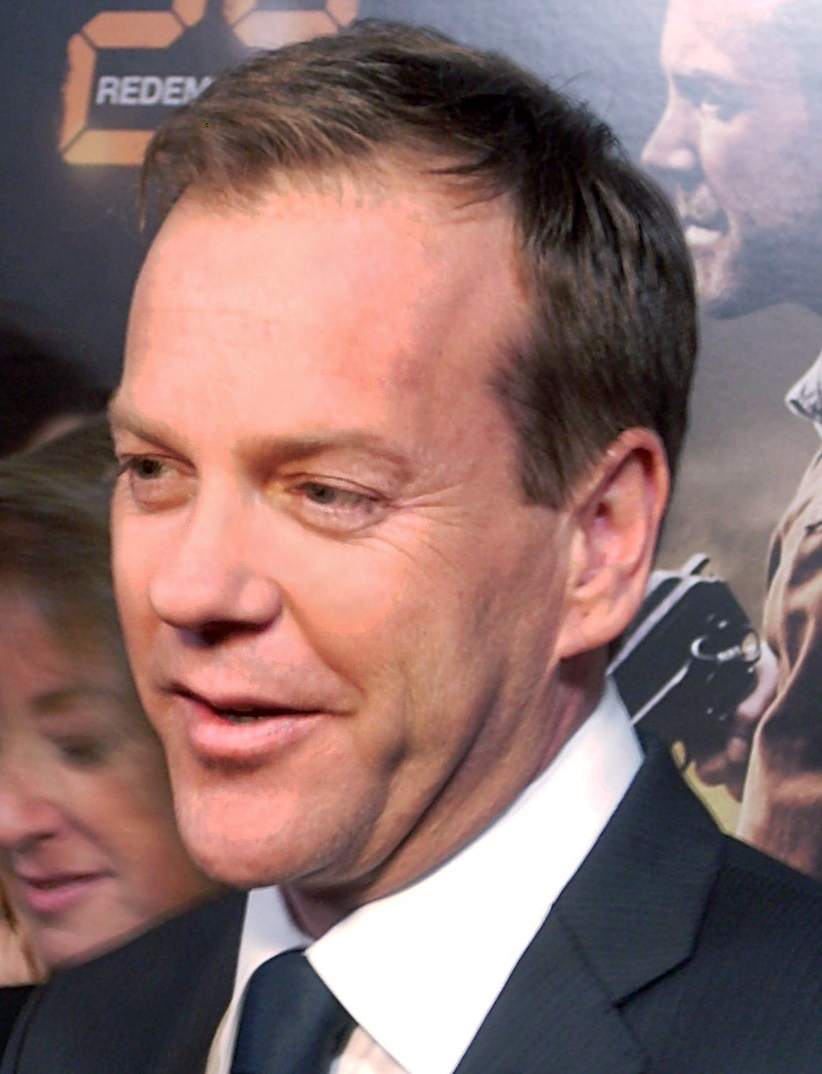
Kiefer Sutherland (2008)
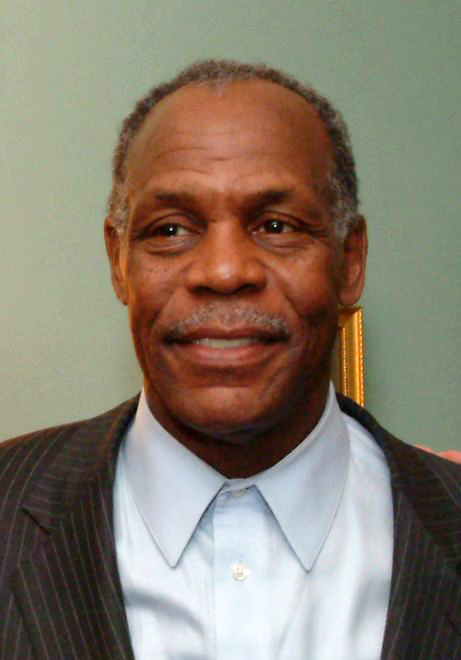
Danny Glover (2008)
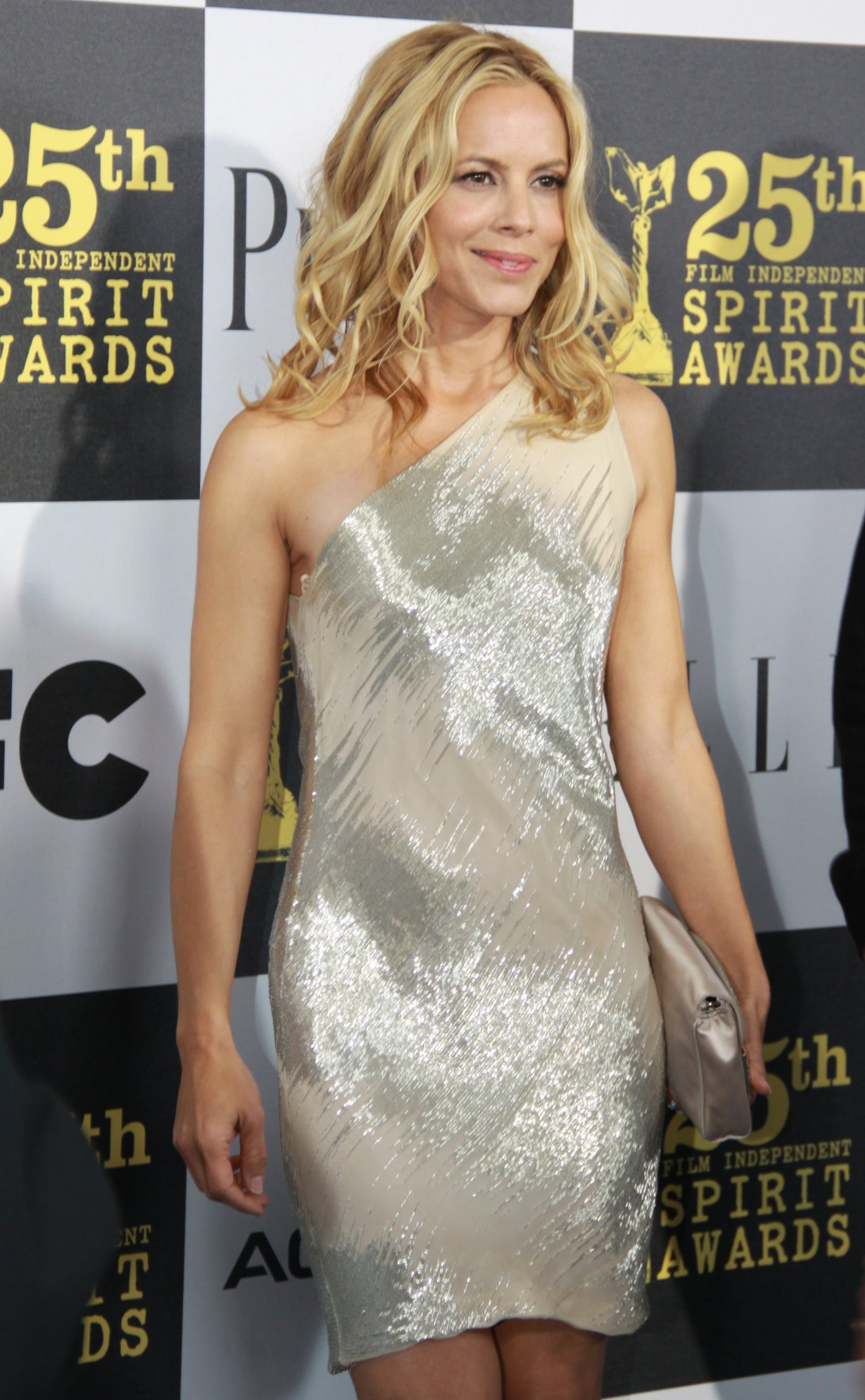
Maria Bello (2010)
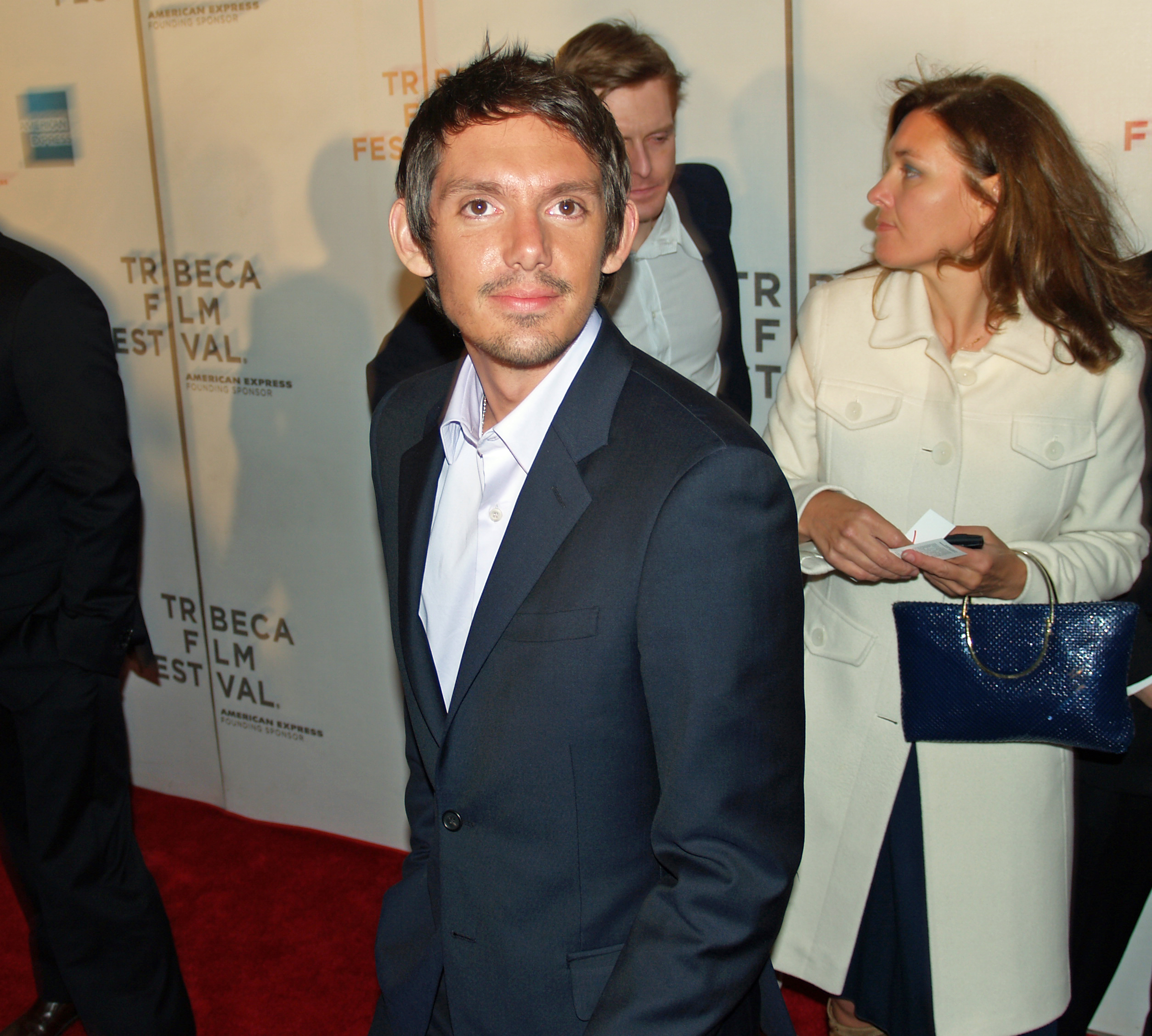
Lukas Haas (2007)
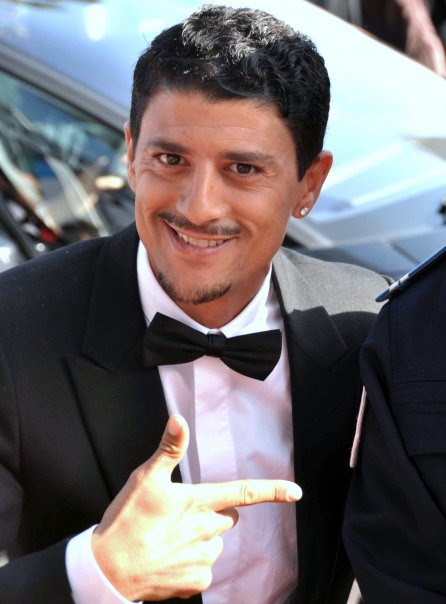
Said Taghmaoui (2009)

| Rollenname           | Schauspieler      | Hauptrolle (Staffel) | Nebenrolle (Staffel) | Synchronsprecher    |
| -------------------- | ----------------- | -------------------- | -------------------- | ------------------- |
| Martin Bohm          | Kiefer Sutherland | 1.01–2.13            |                      | Tobias Meister      |
| Jacob „Jake“ Bohm    | David Mazouz      | 1.01–2.13            |                      | Cedric Eich         |
| Clea Hopkins         | Gugu Mbatha-Raw   | 1.01–1.12            |                      | Julia Ziffer        |
| Arthur Teller        | Danny Glover      | 1.01–1.06            |                      | Jürgen Kluckert     |
| Sheri Strepling      | Roxana Brusso     | 1.03–1.12            |                      | Claudia Kleiber     |
| Avram Hadar          | Bodhi Elfman      | 1.09–2.13            |                      | Stefan Krause       |
| Lucy Robbins         | Maria Bello       | 2.01–2.08            | 1.11–1.12            | Katrin Fröhlich     |
| Calvin Norburg       | Lukas Haas        | 2.01–2.13            |                      | Marcel Collé        |
| Amelia „Amy“ Robbins | Saxon Sharbino    | 2.01–2.13            |                      | Soraya Richter      |
| Trevor Wilcox        | Greg Ellis        | 2.01–2.13            |                      | Johannes Berenz     |
| Guillermo Ortiz      | Said Taghmaoui    | 2.01–2.10            |                      | Martin Flavio Nunez |
| Frances Norburg      | Linda Gehringer   | 2.02–2.06            |                      | Karin Buchholz      |
| Nicole Farington     | Frances Fisher    | 2.08–2.13            |                      | Katharina Lopinski  |

## Ausstrahlung
Vereinigte Staaten
Nachdem Touch im Oktober 2011 offiziell als Serie bestellt wurde, gab der Sender einen Starttermin im Frühjahr 2012 bekannt. So wurde die Pilotfolge schließlich am 25. Januar 2012 als Preview gleich im Anschluss an eine Ausgabe der Musikshow American Idol gezeigt. Dabei wurde sie von insgesamt knapp über 12 Millionen US-Amerikanern gesehen und erreichte so ein Rating von 3,9 in der werberelevanten Zielgruppe. Der offizielle Serienstart war der 22. März 2012. Zum Finale der ersten Staffel am 31. Mai 2012 wurden zwei Episoden am Stück gezeigt. Am 14. September 2012 wurde die zuvor ausgelassene dreizehnte Episode der ersten Staffel gezeigt. Die Ausstrahlung der zweiten Staffel sollte ursprünglich ab dem 26. Oktober 2012 und dann ab Januar 2013 stattfinden, wurde dann aber auf den 8. Februar 2013 verschoben. Das zweite Staffelfinale, was auch das Serienfinale darstellt, wurde am 10. Mai 2013 gezeigt.
Deutschland
In Deutschland hatte sich die ProSiebenSat.1 Media die Ausstrahlungsrechte gesichert und entschlossen, sie auf dem Sender ProSieben auszustrahlen. So wurde die Pilotfolge beim Sender am 27. Februar 2012 – als Vorschau hinter der Premiere der ebenfalls beim US-Sender Fox angesiedelten Serie Terra Nova – gezeigt. Die restlichen Episoden liefen seit dem 26. März 2012 jeden Montag um 21:10 Uhr. Am 9. Mai 2012 gab ProSieben bekannt, dass die Serie aufgrund geringer Einschaltquoten nicht mehr in der Hauptsendezeit zu sehen sein wird und die restlichen Folgen im Nachtprogramm des Senders ausgestrahlt werden. Im Durchschnitt verfolgten 1,05 Millionen Menschen die erste Staffel. In der Zielgruppe erreichte man 0,74 Millionen Zuschauer. Am 19. Dezember 2015 wurde die letzte Episode aus Staffel 1 gezeigt, und im Anschluss die zweite Staffel auf dem Pay-TV-Sender ProSieben Fun in deutschsprachiger Erstausstrahlung begonnen.
Österreich
In Österreich zeigte der ORF eins die erste Folge zusammen mit ProSieben am 27. Februar 2012 als Vorschau. Ab dem 26. März 2012 wurde die Serie als deutschsprachige Erstausstrahlung auf ORF eins gesendet.

## Episodenliste

### Übersicht
| Staffel | Episodenanzahl | Erstausstrahlung USA | Erstausstrahlung USA | Deutschsprachige Erstausstrahlung | Deutschsprachige Erstausstrahlung |
| Staffel | Episodenanzahl | Staffelstart         | Staffelfinale        | Staffelstart                      | Staffelfinale                     |
| ------- | -------------- | -------------------- | -------------------- | --------------------------------- | --------------------------------- |
| 1       | 13             | 25. Januar 2012      | 14. September 2012   | 27. Februar 2012                  | 18. Juni 2012                     |
| 2       | 13             | 18. Februar 2013     | 10. Mai 2013         | 19. November 2015                 | 31. Dezember 2015                 |

### Staffel 1
| Nr. (ges.) | Nr. (St.) | Deutscher Titel     | Originaltitel                            | Erstausstrahlung USA | Deutschsprachige Erstausstrahlung (D/A) | Regie                 | Drehbuch                                                           | Zuschauer (USA) | Quoten (Deutschland) |
| ---------- | --------- | ------------------- | ---------------------------------------- | -------------------- | --------------------------------------- | --------------------- | ------------------------------------------------------------------ | --------------- | -------------------- |
| 1          | 1         | 3:18                | Pilot                                    | 25. Jan. 2012        | 27. Feb. 2012                           | Francis Lawrence      | Tim Kring                                                          | 12,01 Mio.      | 1,91 Mio.            |
| 2          | 2         | Der blaue Planet    | 1+1=3, The Blue Marble (Alternativtitel) | 22. März 2012        | 26. März 2012                           | Ian Toynton           | Tim Kring                                                          | 11,81 Mio.      | 2,10 Mio.            |
| 3          | 3         | Schutz in der Menge | Safety in Numbers                        | 29. März 2012        | 2. Apr. 2012                            | Stephen Williams      | Carol Barbee                                                       | 8,92 Mio.       | 1,63 Mio.            |
| 4          | 4         | Der rote Drachen    | Kite Strings                             | 5. Apr. 2012         | 16. Apr. 2012                           | Tucker Gates          | Melinda Hsu Taylor                                                 | 7,15 Mio.       | 1,37 Mio.            |
| 5          | 5         | Verflechtung        | Entanglement                             | 12. Apr. 2012        | 23. Apr. 2012                           | Milan Cheylov         | Chris Levinson                                                     | 8,17 Mio.       | 1,44 Mio.            |
| 6          | 6         | Wiedergefunden      | Lost and Found                           | 19. Apr. 2012        | 30. Apr. 2012                           | Stephen Williams      | Robert Levine                                                      | 7,32 Mio.       | 1,01 Mio.            |
| 7          | 7         | Gedankennetz        | Noosphere Rising                         | 26. Apr. 2012        | 7. Mai 2012                             | Gwyneth Horder-Payton | Tim Kring & Carol Barbee                                           | 6,43 Mio.       | 0,96 Mio.            |
| 8          | 8         | Hindernisse         | Zone of Exclusion                        | 3. Mai 2012          | 14. Mai 2012                            | Adam Kane             | Chris Levinson                                                     | 6,72 Mio.       | 0,47 Mio.            |
| 9          | 9         | Sphärenklänge       | Music of Spheres                         | 10. Mai 2012         | 21. Mai 2012                            | Michael Waxman        | Rob Fresco                                                         | 6,84 Mio.       | 0,34 Mio.            |
| 10         | 10        | Mosaik              | Tessellations                            | 17. Mai 2012         | 4. Juni 2012                            | Jon Cassar            | Zach Craley                                                        | 6,02 Mio.       | 0,26 Mio.            |
| 11         | 11        | Wirbel – Teil 1     | Gyre (1)                                 | 31. Mai 2012         | 11. Juni 2012                           | Nelson McCormick      | Carol Barbee & Robert Levine Idee: Jonathan I. Kidd & Sonya Winton | 4,58 Mio.       | 0,36 Mio.            |
| 12         | 12        | Wirbel – Teil 2     | Gyre (2)                                 | 31. Mai 2012         | 18. Juni 2012                           | Greg Beeman           | Tim Kring & Rob Fresco                                             | 4,60 Mio.       | 0,37 Mio.            |
| 13         | 13        | Alte Heimat         | The Road Not Taken                       | 14. Sep. 2012        | 19. Nov. 2015                           | Nelson McCormick      | Melinda Hsu Taylor                                                 | 3,07 Mio.       | —                    |

### Staffel 2
| Nr. (ges.) | Nr. (St.) | Deutscher Titel          | Originaltitel     | Erstausstrahlung USA | Deutschsprachige Erstausstrahlung (D/A) | Regie              | Drehbuch         | Zuschauer (USA) | Quoten (Deutschland) |
| ---------- | --------- | ------------------------ | ----------------- | -------------------- | --------------------------------------- | ------------------ | ---------------- | --------------- | -------------------- |
| 14         | 1         | Die Karte                | Event Horizon     | 8. Feb. 2013         | 19. Nov. 2015                           | Nelson McCormick   | Tim Kring        | 3,94 Mio.       | —                    |
| 15         | 2         | Neue Freunde             | Closer            | 8. Feb. 2013         | 26. Nov. 2015                           | Michael Waxman     | Carol Barbee     | 3,59 Mio.       | —                    |
| 16         | 3         | Der Feind meines Feindes | Enemy of My Enemy | 15. Feb. 2013        | 26. Nov. 2015                           | Sanford Bookstaver | Rob Fresco       | 2,56 Mio.       | —                    |
| 17         | 4         | Der perfekte Sturm       | Perfect Storm     | 22. Feb. 2013        | 3. Dez. 2015                            | Nelson McCormick   | Jennifer Johnson | 2,51 Mio.       | —                    |
| 18         | 5         | Auge in Auge             | Eye to Eye        | 1. März 2013         | 3. Dez. 2015                            | Milan Cheylov      | Barry O’Brien    | 2,90 Mio.       | —                    |
| 19         | 6         | Rauschen                 | Broken            | 8. März 2013         | 10. Dez. 2015                           | Matt Earl Beesley  | Karyn Usher      | 2,60 Mio.       | —                    |
| 20         | 7         | Geister                  | Ghosts            | 15. März 2013        | 10. Dez. 2015                           | Seith Mann         | David Eick       | 2,22 Mio.       | —                    |
| 21         | 8         | Wiedervereinigung        | Reunions          | 22. März 2013        | 17. Dez. 2015                           | Roxann Dawson      | Brynn Malone     | 2,79 Mio.       | —                    |
| 22         | 9         | Die Schlüsselmaschine    | Clockwork         | 29. März 2013        | 17. Dez. 2015                           | Nelson McCormick   | Carol Barbee     | 2,37 Mio.       | —                    |
| 23         | 10        | Das Artefakt             | Two of a Kind     | 5. Apr. 2013         | 24. Dez. 2015                           | Michael Waxman     | Rob Fresco       | 2,29 Mio.       | —                    |
| 24         | 11        | Verdächtigungen          | Accused           | 26. Apr. 2013        | 24. Dez. 2015                           | Adam Kane          | Barry O’Brien    | 2,22 Mio.       | —                    |
| 25         | 12        | Kampf oder Flucht        | Fight or Flight   | 3. Mai 2013          | 31. Dez. 2015                           | Milan Cheylov      | Brynn Malone     | 2,19 Mio.       | —                    |
| 26         | 13        | Leviathan                | Leviathan         | 10. Mai 2013         | 31. Dez. 2015                           | Nelson McCormick   | Tim Kring        | 2,42 Mio.       | —                    |

## Kritik
Der Spiegel bewertet den Pilotfilm als „Eine abstruse Story – mit genialen Momenten.“